# Krizsovánszky Szidónia
Krizsovánszky Szidónia (Kisiklód, 1944. június 14. – Sepsiszentgyörgy, 2014. december 9.) színésznő.

## Életrajza
1944. június 14-én született Kisiklódon, Krizsovánszky László református lelkipásztor és Nagy Olga néprajzkutató és író lányaként. 1965-ben végzett a marosvásárhelyi Szentgyörgyi István Színművészeti Intézetben, majd négy évig, 1965–69 között a szatmárnémeti Színház tagja volt. Onnan 1969-től a sepsiszentgyörgyi Állami Magyar Színházhoz szerződött.
2014. december 9-én, életének hetvenegyedik évében érte a halál.

## Munkássága
Tragédiákban és vígjátékokban, hagyományos és nem hagyományos építkezésű drámai művekben egyaránt sikerrel szerepelt. Alakításait bensőségesség, érzelmi-indulati telítettség jellemzi. A hetvenes években gyakran szerepelt a Bukaresti Rádió magyar nyelvű adásaiban. A nyolcvanas években egy baleset egy időre visszavetette művészi tevékenységében.

## Főbb szerepei
- Marianella (Goldoni: A furfangos özvegy)
- Heavenly (Williams: Az ifjúság édes madara)
- Gertrudis (Katona J.–Illyés Gy.: Bánk bán)
- Árva Bethlen Kata (Kocsis I.)
- Dudgeonné (Shaw: Az ördög cimborája)

### Filmszerepe
- Hunyadi Sándor: Pusztai szél (rendezte: Horváth Z. Gergely, 1998)

## Díja
- A Kovászna Megyei Tanács Díja a Kultúra Szabadságáért (1992)[2]